# شهرستان گوگارک
شهرستان گوگارک (ارمنی: Գուգարքի շրջան) یکی از سی و هفت شهرستان در تقسیم‌بندی جمهوری شوروی سوسیالیستی ارمنستان بود. مرکز این شهرستان گوگارک بود. طبق سرشماری سال ۱۹۸۷ میلادی جمعیت آن بالغ بر ۳۱٬۰۰۰ تن و مساحت آن ۷۷۰٫۴ کیلومتر مربع بود.

## مناطق مسکونی
- آزنوادزور
- آنتاراموت
- آنتاراشن
- آرجوت
- استانتسییا آرجوت
- بازوم
- گوگارک
- دارپاس
- دبت
- یغگنوت
- لرناپات
- لرمانتوفو
- هالاوار
- هایدارلی
- دزوراگت
- دزوراگیوغ
- مارگاهوویت
- شاهومیان
- واهاگنادزور
- واهاگنی
- کیلیسا
- پامباک
- استانتسییا پامباک
- فیولتوفو

## نگارخانه

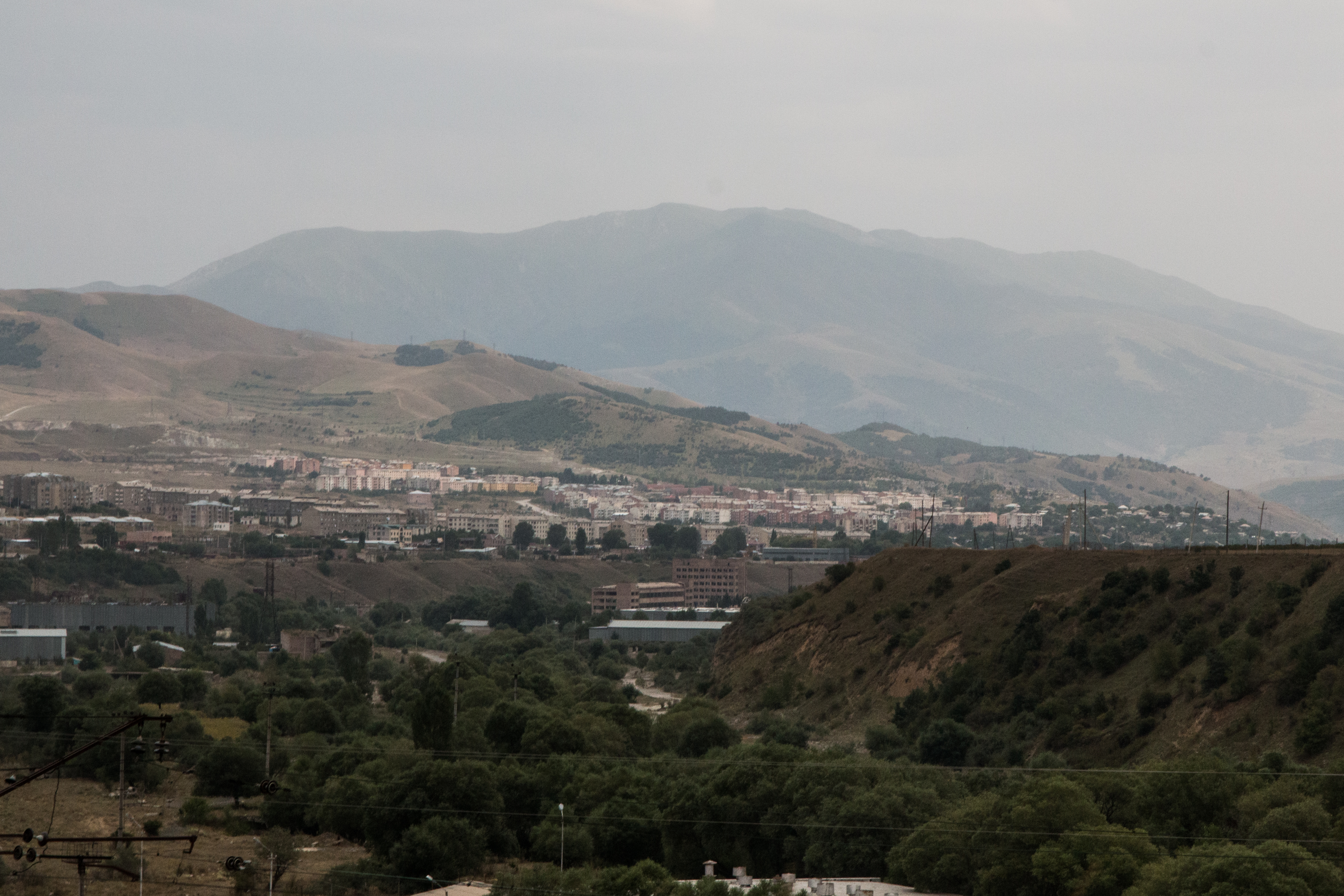
وانادزور՝ Հայկական ԽՍՀ երրորդ քաղաքը
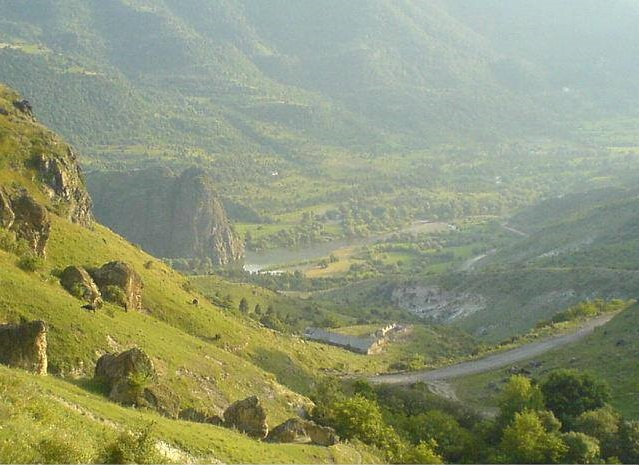
زوراگت (رود)ը Փամբակի հովտում
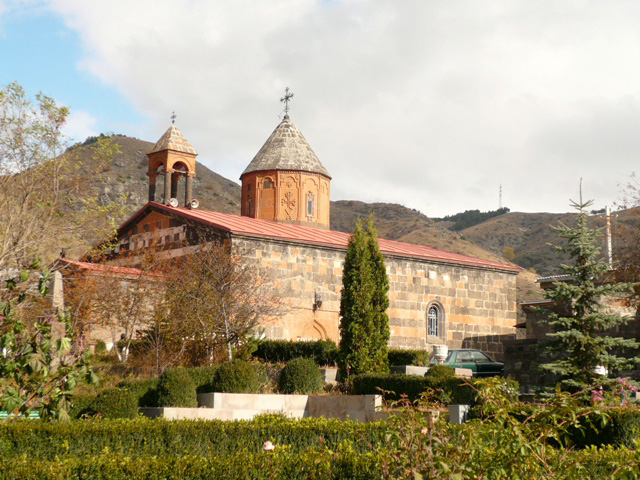
Սև եկեղեցի (Ղարաքիլիսա)